# Limnodea
Limnodea L.H.Dewey é um género botânico pertencente à família Poaceae.

## Sinônimo
- Greenia Nutt. (SUH)